# Cyprien et Justine
Cyprien et Justine (grec Κυπριανὸς καὶ Ἰουστίνη) d'Antioche (lieu d'origine) ou 
de Nicomédie (lieu du martyre) sont deux saints chrétiens étroitement associés dans l'hagiographie. Leur historicité est plus que douteuse, et leurs romanesques aventures (fortement influencées, entre autres, par les Actes de Paul et Thècle) sentent la fiction édifiante (toutefois, la mystique Maria Valtorta a eu des visions de cette histoire le 29 mars 1944). Ils auraient subi le martyre ensemble à Nicomédie pendant la persécution de Dioclétien. Cyprien d'Antioche a été parfois confondu, dès le IVe siècle, avec Cyprien de Carthage († 258) et un sort similaire advint beaucoup plus tard à Justine, confondue avec Justine de Padoue. 

## Légende primitive
Trois compositions hagiographiques grecques datables du IVe siècle ou au plus tard du début du Ve siècle, ont pour héros le magicien Cyprien, qui, après une longue carrière vouée aux cultes polythéistes, à l'adoration du diable et à la sorcellerie, se repent sous l'influence d'une vierge chrétienne qu'il avait voulu envoûter, devient clerc et même évêque de Nicomédie et finit en martyr aux côtés de celle qui l'a converti. Ces trois textes sont, dans l'ordre chronologique de leur rédaction : la Conversion de Cyprien, intitulée également (et plus justement) Actes [Πρᾶξις τοῦ ἁγίου Κυπριανοῦ = BHG 452] ; la  Confession de Cyprien [Μετάνοια] [BHG 453], qui se présente comme un récit à la première personne ; la Passion de Cyprien [BHG 455]. Les deux premiers de ces écrits existaient avant 379, puisque Grégoire de Nazianze y fait allusion, et le troisième dut être rédigé entre la fin du IVe siècle et le début du Ve siècle, puisque Eudocie († 471/472) l'exploite.  
Voici le résumé de la Conversion de Cyprien [BHG 452]. La jeune et belle vierge Justine, issue d'une famille noble et païenne d'Antioche de Syrie, est fascinée en entendant chaque matin, de sa fenêtre, le diacre Praylios prêcher l'Évangile, et aspire à embrasser cette religion si attirante. Elle s'en ouvre à ses parents, qui non seulement respectent son désir mais encore la suivent dans son choix. Sans délai, Justine et ses parents se font baptiser. Le père de Justine devient prêtre et meurt pieusement un an et demi après son ordination. Lors de ses fréquentes allées et venues entre sa demeure et l'église, Justine est remarquée par le noble et riche scholasticos Aglaïdas, qui aussitôt tombe amoureux d'elle. Il la demande en mariage et est éconduit. Il tente de l'agresser mais se fait rosser par la vaillante vierge. Pour arriver à ses fins, le soupirant malheureux s'adresse alors à un magicien fameux nommé Cyprien. Celui-ci tente d'ensorceler Justine, d'abord pour servir Aglaïdas, puis pour son propre compte, car il s'est épris lui aussi de la belle jeune fille. Il invoque un ou plusieurs démons, mais comme la vierge se prémunit en faisant le signe de croix, l'assaut diabolique échoue. C'est au contraire Justine qui obtient la conversion de Cyprien.
Passé au christianisme, l'ancien sorcier devient évêque, soit directement, soit après avoir été d'abord diacre puis prêtre. La Confession de Cyprien [BHG 453] est le récit autobiographique détaillé de son itinéraire religieux : le sorcier repenti y raconte ses multiples voyages et ses initiations à de nombreux cultes et rites païens, son commerce avec le diable, son installation finale à Antioche où il devient un sorcier renommé, sa rencontre avec Aglaïdas et son essai manqué de séduction de Justine, jusqu'à sa renonciation à la magie (il brûle alors publiquement ses grimoires) et sa conversion au christianisme ainsi que sa pénitence.
Selon leur légende, Justine et Cyprien subirent le martyre en 304 à Nicomédie, dans la province romaine du Pont-Bithynie. Ce martyre est narré dans la Passion BHG 455, aussi dépourvue d'autorité que les deux pièces précédentes du cycle cyprianique. 

## Transmission et postérité de la légende

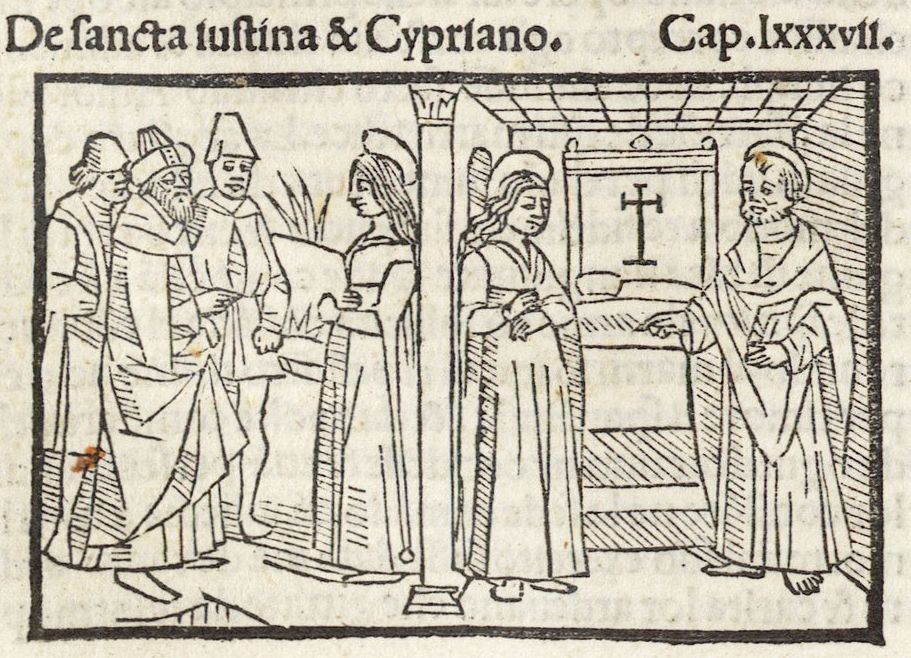
Cyprien et Justine dans La Légende dorée (1497).

L'histoire de Cyprien et Justine constitue le début de la première partie du poème grec en hexamètres de style homérique [BHG 458-459] de l'impératrice Eudocie (vers 439-471/472) consacré à Cyprien d'Antioche/Nicomédie,. 
Les pièces du cycle de Cyprien d'Antioche furent traduites en latin, sans doute aux Ve – VIe siècles, et furent également adaptées dans plusieurs langues orientales (syriaque ; copte ; arabe...).
La matière de la légende fut reprise dans le haut Moyen Âge latin, notamment par Aldhelm. Elle fut traitée par Flodoard de Reims et passa dans maintes collections occidentales dont La Légende dorée de Jacques de Voragine, où l'histoire des deux saints figure sous la rubrique « de sainte Justine vierge ».
Le personnage du sorcier Cyprien, surtout tel que le présentent les Actes ou Confession [BHG 453] (où le repenti décrit sa soif de connaissances interdites et son commerce avec le démon), a été, avec Simon le Magicien et aux moins deux autres personnages hagiographiques, l'une des sources d'inspiration de la figure du Faust légendaire (celui du Faustbuch de 1587 et aussi, en quelque manière, celui de Goethe).
La légende de Cyprien et Justine fut adaptée par le dramaturge espagnol Pedro Calderón de la Barca (1600-1681) dans son drame hagiographique intitulé El mágico prodigioso (1637).  
Le martyre de Justine et Cyprien est rapporté par la mystique Maria Valtorta, dans la vision qu'elle eut le 29 mars 1944 (Les Cahiers de 1944).

## Culte
Aucun culte ne semble avoir été rendu à Cyprien et à Justine avant le début du VIIIe – VIIIe siècle. Les deux martyrs sont absents du Martyrologe Syriaque de 411 comme du Martyrologe Hiéronymien. Aucune église romaine de l'antiquité tardive ou du Haut Moyen Âge ne fut placée sous leur patronage. Leurs noms furent introduits dans les synaxaires grecs sans doute par suite de la diffusion du poème d'Eudocie
, et les deux martyrs étaient vénérés ensemble dans leur martyrion de Constantinople, situé à Péra ἐν τοῖς Σολομῶνος, c'est-à-dire sur les pentes nord de la Corne d'Or. En Occident, le plus ancien martyrologe historique qui les mentionne est celui de Bède.
En raison de l'absence de fondement historique de leur histoire et du caractère manifestement fabuleux des compositions hagiographiques qui les mettent en scène, Cyprien d'Antioche et Justine ont été radiés du Calendrier romain général dans le cadre du concile Vatican II. Le nouveau Calendrier liturgique romain présenté à la suite du motu proprio Mysterii paschalis publié le 14 février 1969 par le pape Paul VI est formel sur ce point : « Ss. Cyprianus et Iustina (20 sept.) » figurent dans la rubrique « Saints qui présentent de graves difficultés historiques » (Sancti qui graves historicas difficultates praebent) et, par conséquent, leur mention a disparu de la liste des saints dont le culte est autorisé dans l'Église catholique. 
Cyprien est aujourd'hui vénéré par les occultistes et les sorciers de la Santeria qui est une religion originaire des Caraïbes (croyance aux esprits), comme un esprit protecteur et puissant. Sa couleur symbolique est le pourpre (mauve), comme la couleur de son manteau.
Le Livre de Saint Cyprien (portugais : Livro de São Cipriano ; espagnol : Libro de San Cipriano) fait référence à différents grimoires des XVIIe, XVIIIe et XIXe siècles, populaires dans le monde hispanophone et lusophone, et attribués pseudépigraphiquement à Cyprien.